# 堀向麻未
ほりこう あさみ(堀向麻未)は、日本の振付師、書家、会社経営者。

## 略歴・人物
高校からヒップホップダンスを本格的に習い
地元の広島ダンスカンパニーでダンス講師を始める。
2008年に歌手グループ「CHEMISTRY」のライブツアーオーディション合格を機にダンサーとしての仕事をはじめ上京。
元「ELEVENPLAY」のメンバー。
2013年以降、パフォーマーを辞め、振付師となる。

## 振付作品

### 広告
- 春華堂ニコエダンス
- ベルーナ TVCM
- SANYO 清流物語3
- Panasonic

「eneloop global event」
「eneloop global CM 」
- ネスレ「踊る大空港(略)」
- ネスレ「踊る大宣伝会議（略）」（本広克行総監督）
- ネスレ　ユアストーリー DISH// （瀬田なつき監督）
- 大京グループ50周年企画ドラマ （古厩智之監督）

### ドラマ
- 鵜頭川村事件(WOWOW)
- ドラマ 声ガール!  (ABC放送 テレビ朝日)
- NHK連続ドラマ 水族館ガール
- ABChanZoo A.B.C-Z (テレビ東京)バックダンサー監修2018
- ABChanZoo A.B.C-Z (テレビ東京)ダンスバトル監修2016
- 「魔法★男子チェリーズ」1〜14話 A.B.C-Z ダンスアクションシーン監修、振付
- テレビアニメ牙狼
- 紺野、今から踊るってよ（テレビ東京）
- 原宿キラキラ学院（テレビ東京）フェアリーズ振付

### 映画
- planetarian ほしのゆめみ
- 映画「日々ロック」（入江悠監督）
- 映画「あんのこと」

### アーティスト
ライブ・コンサート
- L'Arc-en-Ciel  「L’ArCASINO」振付演出
- Q'ulle 「First Story～以心伝心～」[1]「Asia tour 2016」「Qulle Live tour2017」ステージング演出
- スフィア「リスアニライブ」「アニメ紅白」「チョコ祭り」「代々木第一体育館」ライブステージング
- 篠崎愛 ライブステージング[2]

#### 楽曲 MV
- ポルカドットスティングレイ「Dude」
- Q'ulle

「Emotion」
「アルカライト」
「One way dream振付監修」
「Pain振付監修」
「Tasuki」
「Promise」
「DRY AI」
「Don't STOP」
「OVER」
「Shout it out」
「Wonder land」
「ALIVE」
「HERO」
「Go!」
「1/3の純情な感情」
「九九のうた」
- 快感フレーズ　CLIMAX 「Galaxy Dream」
- 山崎はるか 「ゼンゼントモダチ」「金曜日のBanbi」
- 新田恵海

「コイスルマチカド」
「Colorful parade 」
「Bon Voyage 」
「UNITED 」
- Aiming ゆめふわマカロン（中島由貴、八島さらら、深川芹亜）

「Purely White」
「夏色Dreamer」
「この絆が導く場所」
- 篠崎愛

「悪い猫」
「ユキアタリダッタリノ恋」
「Rainy Blue」
「Brave」
「ぼくをしんじて」
- 佐咲紗花 with 三狐神囃子/「牙狼-紅蓮ノ月-」ED主題歌「花紋」
- 佐咲紗花/Just communications
- スフィア

「夕立の欠片」
「情熱CONTINUE」
- トレモノ 「悲しみをぶっ飛ばせ」PV
- Mスリー（fromフェアリーズ）

「Your Love」
「Hey Honey」
- AMIAYA

「マジックカラー」
「DREAMER'S DREAM」
「beautiful life」
「Play that music」
- Baby M「FREE」
- Stars （井上芳雄、浦井健治、山崎育三郎）
- ローラ 「 call me maybe 」Video

- ごてんばおてんばダンス
- Baby M 「nainai」（アレンジ）
- Rinko「Tell Me」
- Nicola「beautiful world」
- DABO「レクサスグッチ」

### COOL JAPAN
- Japan expo in Paris HARAJUKU DANCE / 「NEW BON DANCE 」
- Tokyo crazy Kawaii Paris/  「モエカワ♡カフェ」
- Tokyo crazy Kawaii 台北 /「モエカワ♡カフェ」

### 舞台
- 舞台BUNNY KITSCH 公演
- 舞台BUNNY KITSCH 公演
- 文科省主催、全国学校体育研究大会東京大会

### 振付補助
- GOO CM 佐々木希
- PARCO CM パルコアラ
- C.Cレモン CM 水前寺清子 及川光博
- 映画 モテキ

## 出演/バックダンサー

### CM
- イオンヒートファクト木下優樹菜TVCM
- 味の素ノミカタ TVCM
- アイスの実 井上真央TVCM
- chant a charm TV CM
- キーエンス TV CM
- E hyphen CM amoyamo

### ミュージック・ビデオ
- SxOxU / Don't be alone
- マキシマムザホルモン / 小さな君の手
- Perfume / 不自然なガール
- Crystal Kay / Flash
- YUKI / Hello !
- Perfume ダンスコンテストお手本映像
- 平井堅 / 告白
- Calvin Harris ft,NE-YO 「Let's Go」
- PUFF NECK / sound track
- YUKI 2012 “POWERS OF TEN”LIVE 用映像
- ecosystem / ラブレター・フロム・何か？

### テレビ
- YUKI /『Hello !』 ミュージックステーション
- MINMI /『ハイビスカス』 HEY!HEY!HEY! 、ミュージックフェア
- 平井堅 /『告白』
- ミュージックステーション、HEY!HEY!HEY! 、FNS歌謡祭、ベストアーティスト、Ustream LIVE

### ライブ
- CHEMISTRY / 2008 Tour "face to face "
- DREAMS COME TRUE SPECIAL LIVE 島袋寛子
- DABO / Im the Best LIVE
- Zoo Satsuki LIVE
- 福山雅治 / 福山☆冬の大感謝祭 其の十 LIVE
- YUI / YUI 4th Tour 2010 ～HOLIDAYS IN THE SUN～ LIVE
- Kylee / FIFA worldcup 決勝戦 LIVE
- mc2 / 今夜はパーリラ LIVE

## 書作品
広告
ORBIS U 「めぐるをめぐる10の何か」
映画
「シュシュシュの娘」
「実芭蕉」
「天歌奏流」
「岬の兄妹」
個展
「踊」2017 @麻布十番ギャラリー
「書を纏う」2018 @GARNI TOKYO
その他、オーダー作品、命名書、店舗の題字を多数手掛ける。